# История страны Алуанк
«История страны Алуанк» (др.-арм. Պատմութիւն Աղուանից աշխարհի), «История страны Агванк» или «История агван» (арм. Պատմություն Աղուանից աշխարհի) — памятник армянской средневековой историографии, автором которого традиционно считается историк Мовсес Каланкатуаци. Труд написан в VII—X веке на древнеармянском языке. Работа, состоящая из трёх книг, представляет собой источник информации по общественному строю раннесредневековой Кавказской Албании, Армении, Грузии, сопредельных племён и народов Кавказа, Византии, Сасанидского Ирана и Арабского халифата.

## Охватываемый период
«История страны Алуанк» хронологически охватывает период с древнейших времен по X век н. э.. К. В. Тревер отмечала, что во время создания книги, Арцах и большая часть Утика уже были арменизованы. В. А. Шнирельман писал, что раннесредневековая «страна Агванк» Мовсеса Каганкатваци не была идентична изначальной Кавказской Албании.

## Авторство
Впервые в армянской историографии о работе упоминает армянский католикос Анания Мокаци (943—967) в одном из своих посланий, посвященном смутам в епархии Алуанка, когда там в силу некоторых обстоятельств одновременно оказалось два католикоса. Для урегулирования церковных распрей Анания Мокаци был вынужден выехать в Партав. Рассказывая о своей поездке, католикос Анания неоднократно упоминает о сочинении под заглавием «История страны Алуанк», при этом ни разу, не называет имени автора. Не называют автора также такие историки как Ухтанэс (X в.), Ованес Драсханакертци (X в), Мхитар Анеци (X—XII вв.), Степанос Орбелян (XIII в.) и другие упоминавшие сочинение армянские ученые средневековья.
«История страны Алуанк» первоначально была анонимна. Самой ранней рукописью «История страны Алуанк», сохранившей имя автора, является рукопись 1289 года, скопированная писцом и переписчиком Лункианосом в 1761 году, и озаглавленная как «Книга Истории страны Алуанк, изложенная Мовсесом, премудрым вардапетом Каланкатуаци»
Дата составления, известного как «Истории страны Алуанк», основана на том факте, что последний человек, приложивший к нему руку написал ее самое раннее в конце XI или начале XII века
С XIII века, армянские средневековые историки в своих произведениях стали указывать автором работы некоего Мовсеса. Последнему, в зависимости от пишущего о нем автора, стали давать приятые в то время эпитеты связанные с географической местностью: Дасхуранеци (от селения Дасхуран), Каланкатуаци (от селения Каганкатуйк) и Алуанци (Агванци) (от названия области). Ж.-П. Маэ не исключает, что выбор такого имени мог являться данью уважения авторитету Мовсеса Хоренаци. 
Первыми Мовсеса Каланкатуаци (Каганкатваци), как автора «Истории страны Алуанк» указали Киракос Гандзакеци (1203—1271) и Мхитар Айриванеци (1224—1290). Причем Айриванеци называл Мовсеса Каланкатуаци так же Мовсесом Агванци (Алуанци)
. В свою очередь о Мовсесе Дасхуранци, как об авторе заговорили первыми армянские историки Мхитар Гош (1120—1213) и его ученик Ванакан Вардапет (1181—1251). Однако если название Дасхуран не встречается больше в армянских нарративных источниках, то поселение Каланкатуйк неоднократно упоминается в самой «Истории страны Алуанк». Так, в XI главе второй книги говорится: 

Враги, узнав об этом, пустились в погоню за беглецами и некоторых из них догнали у подножия горы, находящейся напротив большого села Каланкатуйк, расположенного в том же гаваре Ути, откуда и я [родом]
Под местоимением «я», ряд учёных подразумевает самого автора, называя его «Каланкатуаци». Помимо этого, существовала устная традиция о том, что автором работы был албанский католикос, а наиболее вероятным кандидатом является упомянутый в самой работе католикос Мовсес. Это было связано с тем что упомянутый католикос в указанном в работе хронологическом списке албанских католикосов был расположен на последнем месте, что по мнению  Нерсеса Акиняна  и послужило приписыванию произведения церковному иерарху.
Таким образом разночтения в работах средневековых авторов привели к тому, что некоторые историки стали считать Мовсеса Каланкатуаци и Мовсеса Дасхуранци разными людьми творившими в разное время.
Авторский коллектив книги «Наследие армянской литературы», считает что вопрос авторства «История страны Алуанк» являлся предметом острых научных дискуссий. Согласно их мнению, атрибуция авторства одному человеку сомнительна вследствие очевидных причин:
1. во-первых, некоторые события во второй книге, имевшие место в VII веке, описываются как свидетельства автора труда, в то время как третья книга содержит описания событий, которые произошли в X веке.
2. во-вторых, существует заметная разница в стиле написания и в историографическом подходе между первыми двумя и третьей книгами.

Поэтому исследователи предполагают, что существовало по меньшей мере два автора, один из которых жил в VII веке и начал книгу, а другой в X веке и завершил её.
На сегодняшний день не существует единого мнения относительно авторства книги. Как отмечает авторский коллектив книги «Наследие армянской литературы», некоторые исследователи стали считать Мовсеса Каганкатваци автором первой и второй книг, а Мовсеса Дасхуранци — автором третьей книги. Согласно им же, современные исследователи склоняются к отрицанию имени Каганкатваци и, как правило, поддерживают мнение Гоша и Вардапета об авторстве Дасхуранци. По мнению А. Тер-Саркисянц, в исторической литературе автором «Истории страны Алуанк» традиционно считается Мовсес Каланкатуаци, а большинство современных историков считают его и Мовсеса Дасхуранци одним и тем же человеком.

## Название
Впервые в русском переводе книга вышла в 1861 году под названием «История агван» в переводе армянского историка Керопа Патканова. По мнению автора современного перевода С. Ш. Смбатяна, Патканов превращал топонимическое название страны Алуанк в название народа агван. При этом, Патканов в предисловии к своей книге отмечал, что в книге «говорится с большими подробностями о персах, гуннах, хазарах и рузиках, чем о самих албанцах, сведения о которых взяты автором у армянских летописцев».
Английский перевод книги был осуществлен британским историком Чарльзом Доусеттом и издан в 1961 году под названием «История кавказских албан». В переводе древних рукописей С. Ш. Смбатяна, книга озаглавлена как «История страны Алуанк» или «История Алуанка».
По мнению армянского историка Г. Свазяна, причина неточности заглавия книги К. Патканова кроется в неверном переводе слов Աղուանք и Աղուանկգ, а также в ошибках переписчиков. Другой причиной неточного перевода явились обстоятельства, в силу которых в основу перевода К. Патканова была положена рукопись XIX века, которая была копией рукописи 1288—1289 годов. Изданная в 1861 году в русском переводе книга Каганкатваци пестрила неточностями и ошибочными прочтениями, которые послужили неверному восприятию текста, появлению ошибок и даже злоупотреблений со стороны исследователей. Встала острая необходимость повторного перевода книги. В 1983 году работа была издана на древнеармянском языке под названием «История страны Алуанк» (Патмутюн Алуаниц ашхархи). А на следующий год, спустя 120 лет после первого русского перевода, в свет вышло новое издание, перевод которого был осуществлен с древнеармянского языка. Новоизданная книга, учитывающая все разночтения имеющихся рукописей, критический материал и ранние переводы Патканяна и Доусетта, согласно Свазяну, получила более точное и правильное название «История страны Алуанк».

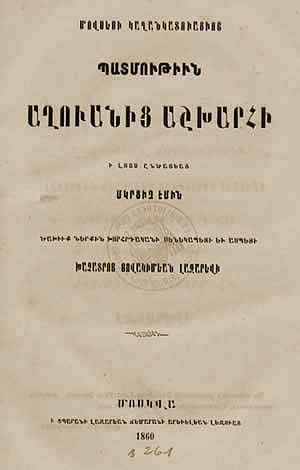
Первое издание оригинала под заглавием «История страны Алуанк», 1860 год
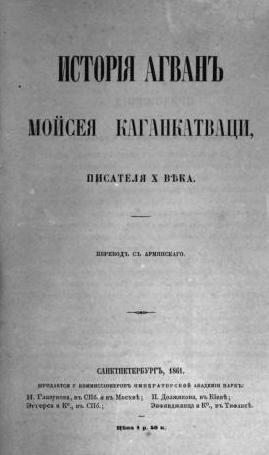
Выпущенная в 1861 году книга Каганкатваци в переводе К. Патканова, под названием «История агван».
Обложка издания 1984 года

## Период написания
Книга состоит из двух частей, написанных с VII по X век. Основной текст «Истории страны Алуанк» доходит до описания католикоса Микаела (719—756) и, следовательно, был закончен во второй половине VIII века. Во второй книге глава XLVIII, а также первые две и последние главы третьей книги явно выпадают из общей композиции и являются поздним добавлением, более того, за исключением последних двух глав, все остальные дописаны неким продолжателем в первой половине X века. Помимо этого известно, что две главы третьей книги добавлены между 998 и 1003 годами. Это становится ясным из того, что в конце предпоследней главы ничего не говорится об убитом в 1003 году, и упоминаемом ранее, царе Иовhаннэс-Сенекериме. Кроме этого, в последней главе в списке католикосов на последнем месте стоит Мовсес, умерший в 998 году.
Самый ранний полностью сохранившийся список относится к 1289 году.

## Характеристика
Книга была написана во времена царствования и, вероятно, по указанию правителя Албании Джеваншира.
Как писал  С. В. Юшков, Мовсес Каганкатваци, в основном, описывает судьбу осколка крупного в прошлом государства, небольшого зависимого феодального владения, располагавшегося на территории исторической Армении. По этой причине, «История Агванка» не может быть источником по античной Албании. Тем не менее, в книге имеются интересные сведения, подтверждающие, что в состав древней Албании входил и Дагестан.
Как утверждают армянские историки, автор книги для описания этнического состава правобережья Куры употребляет термин «мы восточные» и никогда «алуанк» (то есть албаны). Автор «Истории страны Алуанк», наряду с другими армянскими хронистами, по мнению армянских авторов, под словом Алуанк понимает территорию марзпанства Алуанк, то есть административную единицу, образованную после раздела Великой Армении в 387 году и включающую в себя, помимо областей, принадлежавших в прошлом Великой Армении (Утика, Арцаха и части Пайтакарана), собственно Албанию, упоминающуюся у античных авторов на левобережье Куры.
Будучи написанной на древнеармянском языке, «История страны Алуанк» органически входит в древнеармянскую литературу. Основным содержанием книги является история Кавказской Албании, по этой причине, работу можно причислить и к памятникам албанской историографии, несмотря на то, что достаточно сложно установить её связь с утраченной албанской литературой.
Джеймс Говард-Джонсон относит «Историю страны Алуанк» к важнейшим армянским летописям об арабских завоеваниях. 
По мнению французского филолога и кавказоведа Жан-Пьера Маэ, ничто не указывает на то, что представление об истоках албанского христианства, зафиксированное на армянском языке в труде под названием «История албан», восходит к письменным источникам, переведённым с албанского языка. Наоборот, по его мнению, речь идёт о хронике, составленной в VI—VII веках непосредственно на армянском языке с целью распространить на бывшие армянские провинции Утик и Арцах на правобережье Куры, присоединённые к Албании в период между 387 и 428 годами, традиционные устные представления, относящиеся к изначальной части этого государства, расположенной на левом берегу Куры. Такой подход, по мнению Маэ, позволил рассматривать обращение Албании в христианство лишь как частный эпизод христианизации Армении, и таким образом, оправдать контроль, который армянское духовенство осуществляло над албанской церковью. Маэ отмечает, что албаны, в отличие от соседних армян и грузин, так и не разработали свою собственную историографию.
Согласно Яны Чехановец, «История страны Алуанк» включает в себе армянскую интерпретацию истории Церкви Кавказской Албании предшествовавших V—VI веков. Сами албаны не оставили церковной истории, подвергаясь после VIII века быстрой исламизации, арменизации и картвелизации.
Серджио Ла Порта причисляет «Историю страны Алуанк» к тем памятникам армянской историографии, которые содержали в себе эсхатологические представления.
Историк позднеантичной литературы и культуры Скот Джонсон причисляет Каганкатваци и Егише к тем ранним авторам, которые сохранили христианские тексты о поломниках на армянском языке.
Наиболее ранняя часть книги, возможно, связана с католикосом Албании Виро, хотя последняя часть, безусловно, XI века. Несмотря на то, что сборник в основном рассматривает обнаружение мощей и церковную автокефалию предков в эпоху процветания Партава в VII веке, в нём есть сведения, например, о вторжениях с севера. Автор предлагает своё собственное мнение на семейные отношения Сасанидов в Албании и повествует о влиянии Йездигерда II в своей стране. Его литературными образцами, очевидно, являются Мовсес Хоренаци и Агафангел.
В работе широко используются архивные материалы, которые, по-видимому, были доступны автору. Среди них: письмо Вачагана к епископам, письмо Джеваншира к императору Византии Константину, письмо властителя хонов в Армению и ответ на него, письмо епископа Гюта к Ваче II, письмо Авраама Мамиконяна к царю Вачагану, письмо католикоса Армении к албанскому католикосу, письмо направленное участниками собора Джеванширу и его ответ.
По мнению Роберта Томсона, книге присуща тенденциозность. Так, в ней автор пытается доказать независимость и древность Албанской Церкви. Но эта работа также имеет большое значение, как редкое свидетельство истории неармянского народа, написанное на армянском языке. Согласно Томсону, «История страны Алуанк» является одной из тех армянских источников, в котором явно отмечены цели историписания. 
«История страны Алуанк» является важным источником и по истории различных кавказских племен и народов, содержащим весьма ценные и достоверные сведения о них. В работе подробно рассказывается о быте, нравах и верованиях хазар и гуннов, в частности, о распространении христианской религии среди последних. В книге имеется древнейшее упоминание о русских (рузиках), которые трехтысячным отрядом вторглись в Закавказье в 944 году (т.е. в период русско-византийской войны 941—944 гг.). Наряду с этим, в «Истории страны Алуанк» говорится об освободительной борьбе армянского народа, о возвышении арабов и падении Сасанидской династии. По охвату круга стран и народов, данная работа является важным первоисточником не только по истории Армении и Закавказья, но и Ближнего Востока и Византии.
«История страны Алуанк», как и ряд других средневековых армянских исторических сочинений, представляет собой компилятивный труд. В работе широко представлены сведения, почерпнутые у предыдущих армянских историков — Мовсеса Хоренаци, Петроса Сюнеци, Егише и Лазара Парпеци, и помимо этого, содержится ряд посланий армянских католикосов. Кроме того, в книге присутствуют различные предания, сказания, легенды и жития святых. В книгу включено множество архивных документов, свидетельствующих о происках греческого духовенства, стремившегося распространить халкидонское вероисповедание в Закавказье, расширив тем самым сферу влияния Византийской империи. В документах отражена борьба за независимость, которую веками вела армянская церковь.
В отличие от первой книги, где содержатся данные, взятые у других армянских авторов, во вторую и третью книги, посвящённые в основном событиям VI, VII и последующих веков, включено множество сведений, почерпнутых из неизвестных источников.

## Структура
В своей работе Мовсес Каланкатуаци, подобно другим армянским историкам, использует стройную хронологическую систему, по которой время описываемых исторических событий определяется датами смерти и свержения византийских императоров или сасанидских царей, приводимыми как правило по армянскому церковному летоисчислению (календарю), что периодически сочетается с упоминанием армянских названий месяцев года.
Для составления первых трех глав автор использовал анонимную «Хронографию», которая долгое время приписывалась Анании Ширакаци. В первой книге почти дословно взяты целые отрывки из книг Мовсеса Хоренаци, Фавстоса Бузанда, Егише. Информация, содержащаяся в IV, VIII, IX, XII, XIII, XV главах, почерпнута из «Истории Армении» Мовсеса Хоренаци. Начало XV главы, озаглавленной «Перечень имен властителей от Иафета и Арана до Вачагана Третьего», также заимствовано у Хоренаци из тех глав, где дана сравнительная родословная армянского, еврейского и халдейского народов. Самого Мовсеса Хоренаци он называет «отцом нашей литературы». Глава X, посвящённая царю Вачэ, слово в слово списана у Егише. Послание католикоса Гюта к царю Вачэ, содержащееся в XI главе, сохранилось до сегодняшних дней только в книге «История страны Алуанк». Сведения из XXVII и XXVIII глав «Истории страны Алуанк» содержат важную информацию о просветительской деятельности создателя армянского, иверского и гаргарского (албанского) алфавитов Месропа Маштоца. Эти сведения взяты из сочинений армянских историков — Корюна, Хоренаци и Парпеци — и содержат подробности, которые, видимо, были получены из местных устных преданий или других не дошедших сегодня источников.
Вторая глава второй книги, местами дословно, с некоторыми сокращениями, переписана из Егише. В книге содержится множество посланий армянских католикосов и вардапетов. Многие из этих посланий нашли место в «Книге посланий» — составленном в VII веке сборнике официальных писем армянского католикосата по конфессиональным вопросам. Огромную ценность представляет глава LII, целиком заимствованная из послания Анастаса-вардапета к hАмазаспу Камсаракану, повествующая об армянских монастырях в Иерусалиме. В 52 главе второй книги, дан список армянских монастырей, построенных в Иерусалиме. Эта глава целиком заимствована из сочинения армянского историка Анастаса Вардпета (VII в.)

## Содержание

### Первая книга
В первых двух главах первой книги, подобно раннесредневековым источникам, начинается изложение библейской истории от Адама до Ноя, приводится родословие Яфета. Происхождение албан выводится из колена Яфета. Последние приводятся в числе 15-ти народов, имеющих письменность. Дано географическое описание средневековой Албании. Затем, с четвёртой главы I книги, начинается изложение истории реальной Албании. Автор сообщает о первом правителе Алуанка Арране, и о создании княжества. Приводится список албанских Аршакидов. Изложено правление албанских царей Урнайра, Вачэ II и Вачагана III Благочестивого. Дана история распространения и официального принятия христианства от Армении. Засвидетельствованы агуэнские каноны. События первой книги завершаются концом V-го и началом VI-го века.

### Вторая книга
Во второй книге описаны персидско-византийские и персидско-арабские войны, в которых приняли участие албанские войска под предводительством великого албанского князя Джеваншира. В этой книге дана история Михранидского дома, господство которого было установлено над Албанией после падения царской власти албанских Аршакидов. Из Михранидов отражено правление Джеваншира и Вараз-Трдата. Уделяется внимание борьбе армянского духовенства против посягательств греческой церкви. Кроме этого, книга содержит произведение средневекового армянского поэта Давтак Кертога, которое сохранилось только в «Истории страны Алуанк». Вторая книга начинается с 552 года и завершается 703/711 годами.

### Третья книга
В третьей книге говорится о появлении арабов на исторической арене и экспансии ислама, коротко изложена история пророка Мухаммеда, приводится список его преемников, сообщается о нашествии арабов на Албанию, Армению и Иберию, начиная с 698 года по 877 год. Далее, впервые в армянской историографии, сообщается о нашествии русов на Бардаа в 944 году. Завершается третья книга списком правителей и католикосов Албании. Из событий внутренней жизни, в третьей книге отражены последние годы правления Вараз-Трдата и события церковной жизни с 704 года, что является непосредственным продолжением последних событий, освещённых во второй книге.

## Издания
Книгу впервые предполагалось издать ещё в XVIII веке, когда албанский католикос Нерсес послал для издания Константинопольскому армянскому патриарху один экземпляр рукописи. Но издание не было осуществлено, и в 1760 году, по требованию армянского католикоса Симеона, рукопись была возвращена в Эчмиадзин.
Первые переводы на европейские языки были сделаны и опубликованы в середине XIX века. Французский арменовед Эжен Боре, посетивший в 1838 году Эчмиадзин, заинтересовался рукописью на древнеармянском языке. Узнав у библиотекаря Эчмиадзинского монастыря епископа И. Шахатунянца о существовании «Истории страны Алуанк», он попросил её копию. Во Франции Борэ перевёл на французский язык отдельные отрывки из «Истории» и издал их в 1846 году в журнале «Univers catholique». Позднее, они были опубликованы вторично с комментариями Вивьена Сен-Мартена. Спустя ещё два года, в 1851 году, отдельные отрывки из книги были переведены на французский язык и опубликованы Марием Броссе в Петербурге. В 1897 году отдельные главы были переведены на немецкий язык Яковом Манандяном, чуть позже, перевод на немецкий также осуществил Йозеф Маркварт. В 1961 году, американским арменоведом Ч. Довсетом, произведение было издано на английском языке. В 1974 году Палом Салмаши были переведены на венгерский язык XLI и XLII главы второй книги.
Издание древнеармянского текста впервые было опубликовано в Москве в 1860 году Мкртичем Эмином, восстановившим и исправившим текст, а также очистившим его от искажений переписчиков и более поздних вставок. В том же году, в Париже было опубликовано еще одно издание, подготовленное К.Шахназаряном. В 1912 году «История страны Алуанк» на древнеармянском была издана в Тифлисе. В 1969 году книга была издана на современном армянском языке Варагом Аракеляном.
Первый русский перевод текста, подготовленный Кероп Патканяном, вышел в свет в 1861 году. Перевод К. Патканяна был сделан с копии, которая была снята с оригинала в 1841 году священником О. Шахатуни, и затем переданная в Санкт-Петербургский Азиатский музей. Со временем, русскоязычный перевод К. Патканяна, изданный в XIX веке, устарел и стал непригодным для исследования социально-экономической истории Закавказья и других стран. Поэтому, специалисты не владеющие древнеармянским языком, предпочитали пользоваться английским переводом Ч. Даусетта, изданным в 1961 году. В 1984 году, в переводе арменоведа Шаварша Сумбатяна, «История страны Алуанк» вышла в новом русском переводе, при работе над которым, были использованы все известные рукописные и опубликованные на европейских языках варианты книги. Новый перевод  существенно отличается от первого русского перевода К. Патканяна. В новом издании научно-критический текст, был подготовлен В. Аракеляном на основе одиннадцати рукописей хранящихся в Матенадаране. Кроме того, были также использованы три другие рукописи: микрофильм рукописи, хранящейся в настоящее время в Британском музее и описанной Фредериком Конибером, фотоснимки рукописи, хранящейся в Ленинграде, и микрофильм рукописи, хранящейся в Антилиасе (1730—1737 гг.). Помимо использованных рукописей, в критическом тексте отражены издания Н. Эмина, К. Шахназаряна, а также Керопа Патканяна и Чарльза Довсета. Как отмечает Шаварш Сумбатян, используя все рукописи и их разночтения, удалось сделать более правильный перевод и реконструировать предполагаемый первоначальный текст.
На сегодняшний день существуют полный или частичный перевод работы на русский, английский, французский, немецкий, грузинский, турецкий и венгерский языки.

## Комментарии
1. ↑  В IX—X веках понятие «Албания» становится термином историческим. Территория одной из областей, сохранившей старое название «Албания», уже не была идентична территории античной Албании. См. История Востока. В 6 т. Т. 2. Восток в средние века Архивная копия от 6 марта 2021 на Wayback Machine.— М.: Восточная литература, 2002.